# اللسيد (النادرة)

تعديل مصدري - تعديل

اللسيد هي إحدى قرى عزلة حزيب بمديرية النادرة التابعة لمحافظة إب، بلغ تعداد سكانها 227 نسمة حسب تعداد اليمن لعام 2004.